# Roberto Flores (presentador)
Roberto Flores (México, 1986), más conocido como robtalcual, es un standopero, comediante, productor y guionista mexicano.

## Historia y Carrera
Su gusto por la comedia inició a los 13 años después de ver un capítulo de South Park. Posteriormente comenzó a actuar en diversos escenarios y a involucrarse en el género del Stand up. Tras tener un año en los escenarios, decidió probar suerte y comenzó a escribir televisión para programas de Televisa, Comedy Central, E! Entertainment Television y Telemundo.
Actualmente, además de ser el conductor de stand up comedy por el canal Comedy Central, es guionista del programa de Televisión El Incorrecto (conducido por José Ramón San Cristóbal y Eduardo Videgaray) y La Sopa que se transmite por E!